# الساندرو فاوارو
الساندرو فاوارو (انگلیسی: Alessandro Favaro؛ زادهٔ ۱۸ ژوئیهٔ ۱۹۹۵) بازیکن فوتبال است.
از باشگاه‌هایی که در آن بازی کرده‌است می‌توان به باشگاه فوتبال پادوا و باشگاه فوتبال اودینزه اشاره کرد.